# Eltortyr
Eltortyr eller elektrisk tortyr är en form av tortyr som innebär att man skickar elektrisk ström genom kroppen, vilket skapar en svår smärta hos offret.  
Eltortyr lämnat sällan spår som är synliga, i de fall det finns består dessa av så kallad  punktformad hyperpigmentering. Bland icke synliga skador som kan förekomma efter eltortyr finns nervskador. Om eltortyren orsakat starka kramper kan skador även ses på tänder, fyllningar och tunga. Om blodkärl förstörts under tortyren kan dessa ge synliga skador först flera år senare, så som vitiligo.